# Угарта (гори)
Угарта (араб. سلاسل الوقارتة, фр. Chaînes d'Ougarta) — гірський хребет на південному заході Алжиру. Хребет тянеться з північного заходу на південний схід і сягає завдовжки 250 км (160 миль) на максимальній ширині 50 км (31 миля).
Найвища точка Угарти - гора Джебель-Бет-Туарес (висота 890 м), розташована на крайньому північному заході ланцюга. Інші головні вершини - Джебель-Ремума (867 м) і Джебел-Берга-Саїда (855 м), розташовані теж на північному заході. Решта вершин мають висоту між 772 м (північний захід) і 602 м (південний схід).
Хребет Угарта названий на честь села і оази Угарта, що знаходиться серед цих гір. Інші міста, що лежать поруч з хребтом: село Зерамра (Zerhamra) на північному заході, Бені Іхлеф (Béni Ikhlef) і Керзаз (Kerzaz) на південному сході.
На північному сході гірська система межує із пустелею Великий Західний Ерг, а на північному заході із пустелею Ерг Ер Рауї. На півночі впирається у плато Хаммада ду Гуїр (Hammada du Guir). На південному сході гори розділяються на два паралельних гірських хребта між долинами річки Уед-Саура і безстічного озера Себха-ель-Мелах. Тут хребет має ширину близько 6 км, а вершини досягають висоти понад 500 м.
Хребет Угарта виник в уральську епоху пермського періоду палеозойської ери (бл.290 млн років).